# Nika Kocharov & Young Georgian Lolitaz
Nika Kocharov & Young Georgian Lolitaz is een Georgische band.

## Biografie
Nika Kocharov & Young Georgian Lolitaz werd in 2000 opgericht in de Georgische hoofdstad Tbilisi. De band bestaat uit zanger en gitarist Nika Kotsjarov, zanger en bassist Gia Iasjvili, Nick Davitasjvili op gitaar en keyboard en drummer Dima Oganesian. De band groeide al snel uit tot een bekende naam in de alternatieve milieus, en trad veelvuldig aan in muziekfestivals, zoals Mziuri (Tbilisi), Az Rock (Bakoe), Print On The Sea (Kvariati) en Local Music Zone (Batoemi). In 2004 bracht de groep een eerste album uit, getiteld Lemon Juice.
In december 2015 werd de groep door de Georgische openbare omroep intern aangeduid om het land te vertegenwoordigen op het Eurovisiesongfestival 2016, dat gehouden werd in de Zweedse hoofdstad Stockholm. Aldaar traden ze aan met het nummer Midnight gold. Ze kregen genoeg stemmen om door te gaan naar de finale. In de finale werden ze 20ste met 104 punten.
2007: Sopho Chalvasji · 
2008: Diana Goertskaja · 
2010: Sopho Nizjaradze · 
2011: Eldrine · 
2012: Anri Dzjochadze · 
2013: Sopho Gelovani & Nodiko Tatisjvili · 
2014: The Shin & Mariko Ebralidze · 
2015: Nina Sublatti · 
2016: Nika Kocharov & Young Georgian Lolitaz · 
2017: Tako Gatsjetsjiladze · 
2018: Ethno-Jazz Band Iriao · 
2019: Oto Nemsadze · 
2021: Tornike Kipiani · 
2022: Circus Mircus · 
2023: Iru Chetsjanovi · 
2024: Noetsa Boezaladze · 
2025: Mariam Sjengelia